# 科瑟站 (1997年—)
科瑟站（丹麦语：Korsør Station）是一座小型火车站，现由丹麦国家铁路运营。位于丹麦西兰大区斯勞厄爾瑟市鎮，靠近大贝尔特海峡。科瑟站始建于1856年。1907年搬至第二代站房所在位置。1997年，为配合公铁两用跨海隧桥大贝尔特桥工程搬至现址，并兴建现在的第三代站房。大贝尔特桥通车后，科瑟站第二代站房及其所属的铁路轮渡随之停用。
现在的本站是西兰岛西线铁路的西端终点站，沿铁路继续向西则是通往菲英岛的公铁两用跨海隧桥——大贝尔特桥。

## 图片集

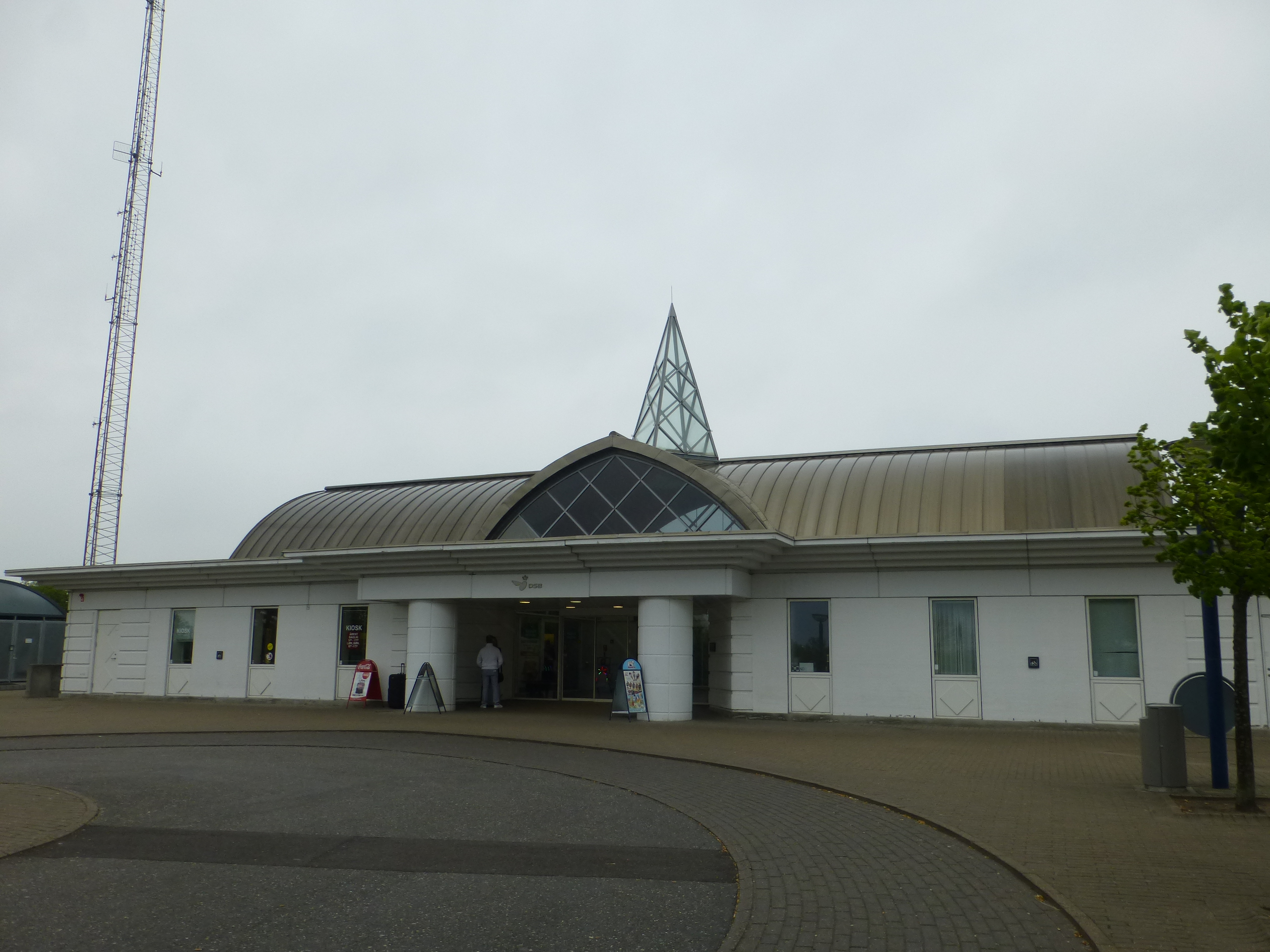
现在的科瑟站正门
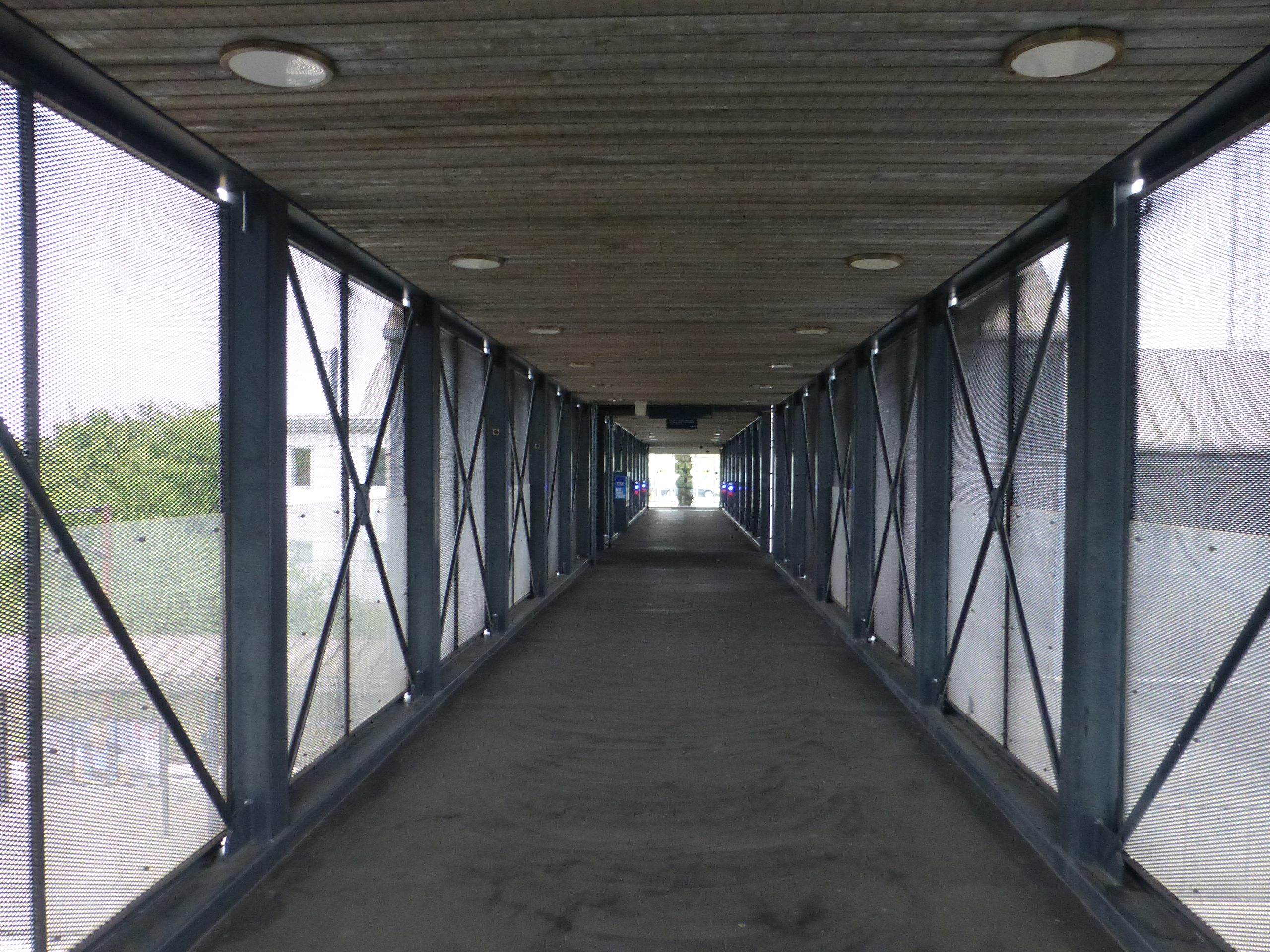
现在的科瑟站天桥内部

## 外部連結
- 丹麦国家铁路官网对科瑟站的介绍 （页面存档备份，存于）（丹麦语）